# فيديريكو مونتيس
فيديريكو مونتيس هو عسكري وسياسي مكسيكي، ولد في 2 أكتوبر 1884 في سان ميغيل دي الليندي في المكسيك، وتوفي في 1 ديسمبر 1950 في مدينة مكسيكو في المكسيك. انتخب سفير وانتخب Governor of Guanajuato ‏.